# Oberdorf (Basileia-Campo)
Oberdorf é uma comuna da Suíça, no Cantão Basileia-Campo, com cerca de 2.299 habitantes. Estende-se por uma área de 6,19 km², de densidade populacional de 371 hab/km². Confina com as comunas de Bennwil, Langenbruck, Liedertswil, Niederdorf, Titterten e Waldenburg. 
A língua oficial nesta comuna é o Alemão.

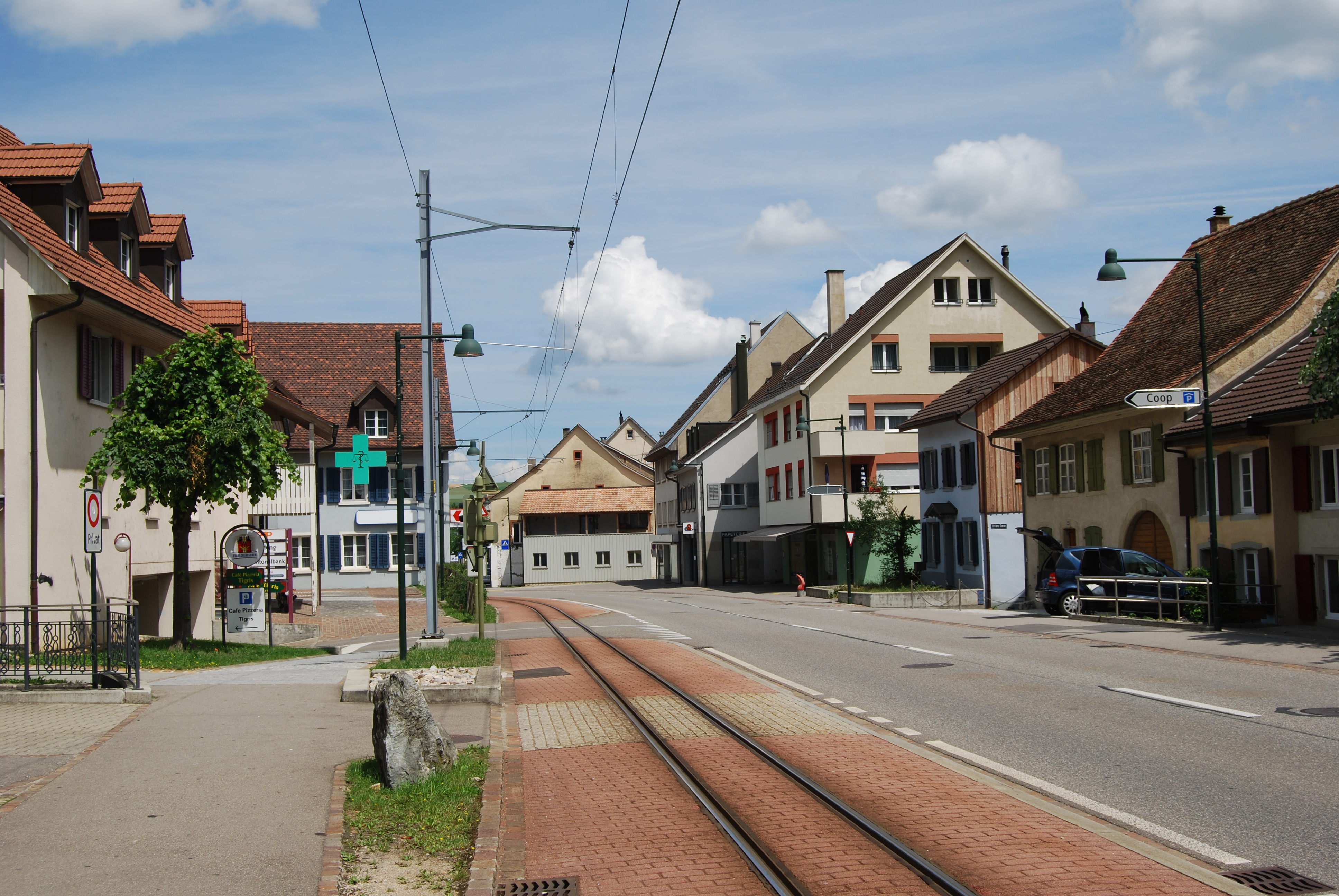
Oberdorf